# 859-й Центр боевого применения и переучивания лётного состава морской авиации ВМФ
859-й Центр боевого применения и переучивания лётного состава морской авиации ВМФ (859-й ЦБП и ПЛС МА ВМФ) — научно-образовательная организация Министерства обороны РФ. Центр расположен в г. Ейск Краснодарского края. 859-й ЦБП и ПЛС МА ВМФ представляет собой военную организацию, осуществляющую образовательную деятельность и включающую в себя 8 основных и 22 подразделения обеспечения.
Центр предназначен для теоретического обучения военных специалистов по программам дополнительного профессионального образования и практического переучивания специалистов морской авиации Военно-Морского Флота, обеспечения испытаний перспективных образцов вооружения и военной техники Военно-Морского Флота, подготовки младших военных специалистов, организации и обеспечения подготовки национальных военных кадров и технического персонала иностранных государств. Обучение военных специалистов осуществляется круглогодично по заявкам с Флотов, указаниям главнокомандующего Военно-Морским Флотом и управления морской авиации Военно-Морского Флота.

## История
1 июля 1981 года в п. Кача Крымской обл. УССР был сформирован 859-й Учебный Центр Морской Авиации — войсковая часть 49371. Учебный центр был предназначен для теоретического обучения, практической подготовки и переподготовки морских вертолетчиков, в том числе иностранных слушателей, эксплуатирующих винтокрылую технику советского производства. За 28 лет работы 859-й Центр обеспечил подготовку более тысячи вертолетчиков из 15 стран мира, в том числе Индонезии, Болгарии, Кубы, Ливии, Сирии, Эфиопии, Югославии, Индии, Китая и Вьетнама.
В 2009 году 859-й Учебный Центр в п. Кача был расформирован и обращён на формирование 859-го Центра боевого применения и переучивания лётного состава морской авиации ВМФ с передислокацией в г. Ейск Краснодарского края. Также на формирование центра был обращен подлежащий расформированию 444-й ЦБП и ПЛС МА ВМФ в г. Остров Псковской области. Центр формировался на материальной базе Ейского высшего военного авиационного ордена Ленина училища лётчиков имени дважды Героя Советского Союза лётчика-космонавта СССР В. М. Комарова (Ейский высший военный авиационный институт).
Передислокация личного состава, авиационной техники и материальных средств была завершена (официально) 1 сентября 2009 года, по факту техника перегонялась в течение 2010 года. На аэродром Ейск с аэродрома г. Остров были перегнаны два Ил-38, три Ту-134УБК, один Ан-26, эскадрилья УТС L-39; с Качи переданы вертолёты Ка-27 и Ка-28.

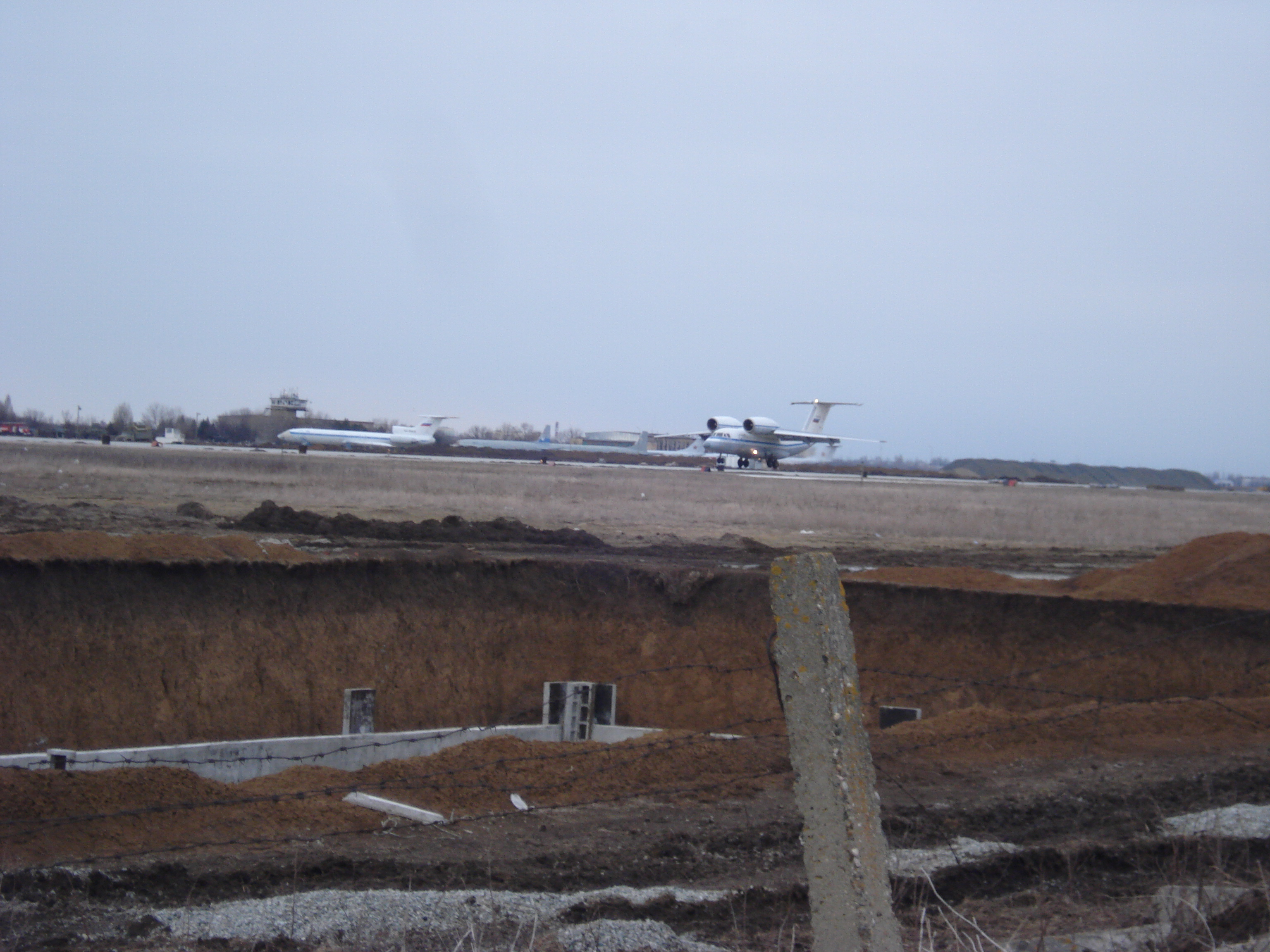
Посадка Ан-72 во время учебных полётов. 26 марта 2012 года.

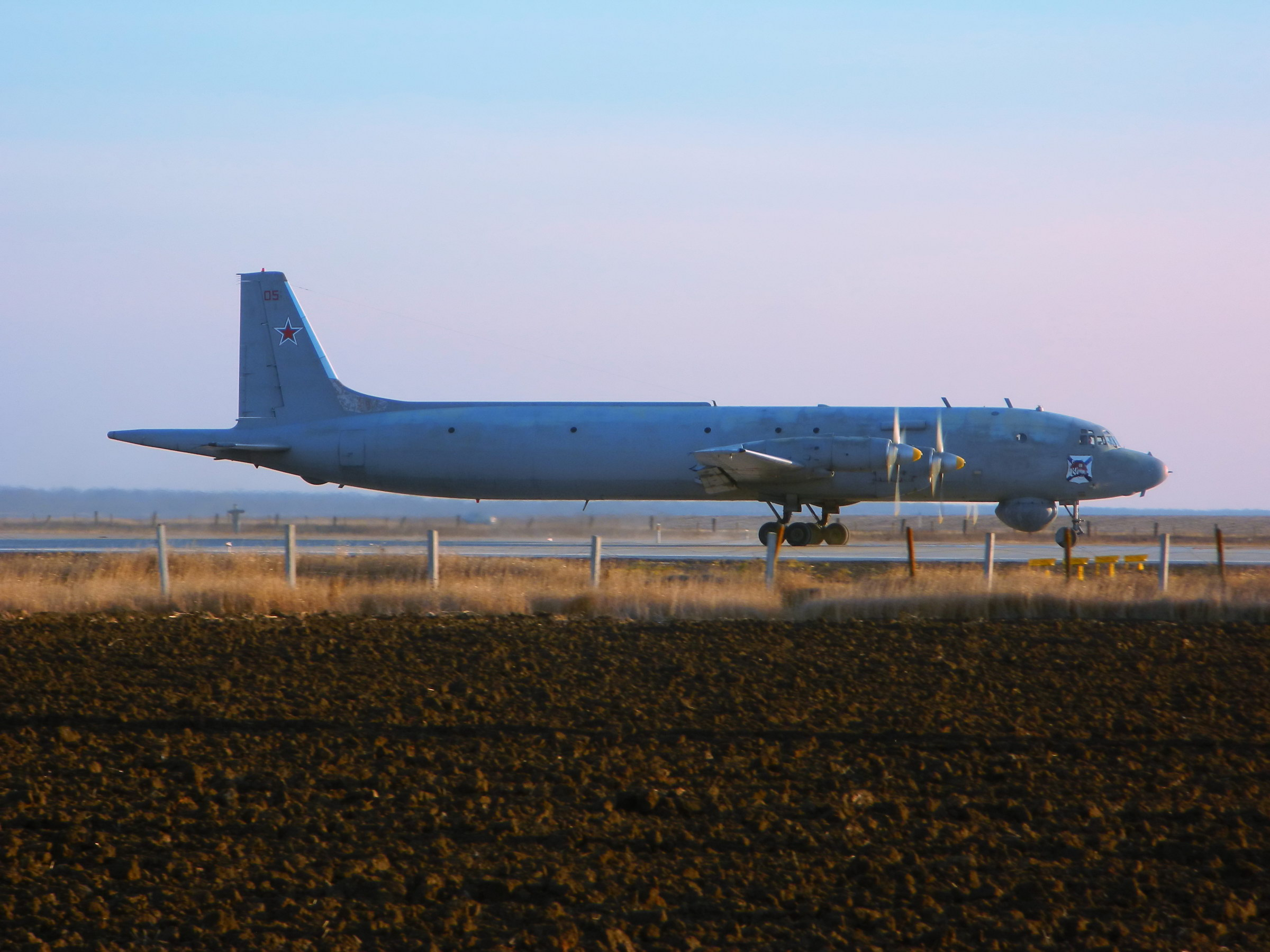
Ил-38 Тихоокеанского флота, во время учебно-тренировочных полётов в Ейске, на новой взлётно-посадочной полосе.

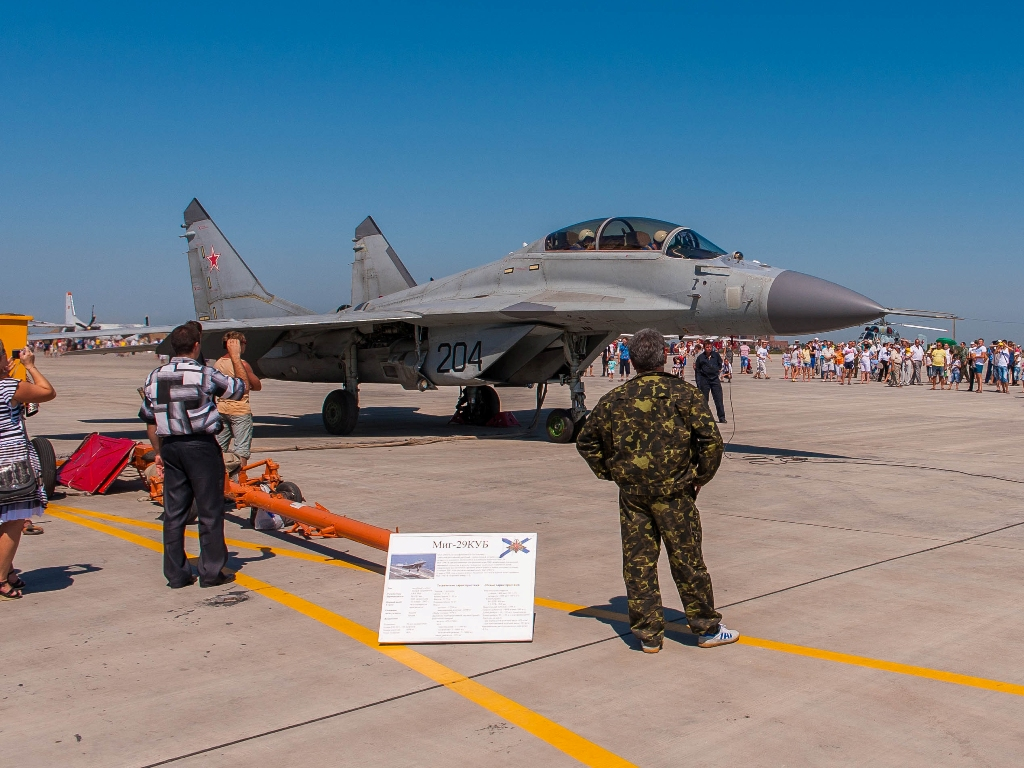
МиГ-29КУБ на авиашоу в Ейске

Официальное открытие центра в Ейске состоялось 1 февраля 2010 г., начальником центра назначается генерал-майор Сердюк Игорь Алексеевич.
12 мая 2010 года на аэродроме Ейск состоялась первая лётная смена учебной эскадрильи из состава центра.
В январе 2011 года началась реконструкция аэродрома Ейск, включающая строительство новой основной взлётно-посадочной полосы 3500×60 метров, комплексного тренажёра палубной авиации (ВПП 03/21), новых зданий и сооружений аэродромного комплекса. К сожалению, несмотря на бодрые доклады, фактически строительство окончательно не завершено до сих пор (по состоянию на 2021 год), часть объектов заморожена и сроки готовности неизвестны (в частности, не достроено новое здание КДП и стоянки самолётов с укрытиями).
С началом реконструкции аэродрома пассажирские рейсы коммерческой авиации аэропорта Ейск были прекращены и более не возобновлялись.
1 сентября 2011 года состоялось прощание личного состава бывшего лётного училища с Боевым знаменем, ЕВВАУЛ ушло в историю. Курсанты переведены в Краснодарский филиал ВУНЦ ВВС «ВВА». После этого формирование Центра вступило в завершающую фазу — из г. Остров были переведены в Ейск Центральные офицерские курсы МА ВМФ.
1 сентября 2012 года выполнена первая посадка самолёта Ан-72 на вновь построенную монолитную бетонную взлетно-посадочную полосу длиной 3500 и шириной 60 м.
1 ноября 2012 года в состав 859-го ЦБП и ПЛС (МА ВМФ) введен учебно-тренировочный комплекс (наземный, испытательный корабельной авиации). 1 июля 2013 года выполнен первый взлёт с трамплина палубной авиации на самолёте МиГ-29К.
В ноябре 2013 года на базе Ейского центра морской авиации проходит первый конкурс летной выучки среди экипажей морской авиации, получивший название «Морской ас». В дальнейшем данное мероприятие проводится ежегодно.
1 июня 2014 года в состав 859-го ЦБП и ПЛС (МА ВМФ) включен морской авиационный полигон в г. Геленджик.
1 декабря 2014 года на базе Центра сформирован 190-й учебный смешанный авиационный полк ВМФ. На формирование полка обращены авиационные подразделения при 859-м ЦБП, была сформирована смешанная авиационная и вертолётная эскадрильи. Также в состав нового полка в качестве территориально обособленного подразделения вошла транспортная авиационная эскадрилья на аэродроме Остафьево. В обязанности нового полка входят учебная работа со слушателями учебных подразделений и центральных офицерских курсов 859-го центра, транспортное обеспечение, научно-исследовательская и испытательная работы. На вооружении полка состоят вертолеты Ка-27ПЛ/ПС, Ка-27М, Ка-28, Ка-29, самолёты Ан-26, Ан-72, Ан-140, Ил-38Н, Л-39, Су-25УТГ, Ту-134А-4, Ту-154, Бе-200.
1 декабря 2015 года на базе Центра сформирован 100-й корабельный истребительный авиационный полк (второго формирования) на истребителях МиГ-29. После формирования полк убыл к постоянному месту дислокации на Северный флот.

## Музей
В Центре на штатной основе имеется военно-исторический музей, продолжающий традиции созданного в 1948 году музея истории Ейского Военно-Морского ордена Ленина Авиационного Училища Лётчиков имени Сталина. Экспозиция музея охватывает историю подготовки кадров для морской авиации с момента образования офицерской школы морской авиации в 1915 году и до настоящего времени, рассказывает о героических подвигах морских авиаторов, авиаторов ВВС. Она размещена в семи залах общей площадью 300 м2 и состоит из четырёх разделов и двух развёрнутых на постоянной основе экспозиций. Работа музея организуется и проводится на основании приказа Министра обороны Российской Федерации «Об утверждении Положения о музеях, образованиях музейного типа и комнатах воинской славы Вооруженных Сил Российской Федерации» от 11 сентября 1997 г. № 343.
На площади перед главным входом на территорию Центра на постаменте установлен самолёт Су-17. Это первый серийный самолёт (зав. № 86-01). Самолёт проходил испытания по различным программам в ОКБ и ГНИКИ до 1976-го года, бортовой у него был № 57. В начале 1977-го года он был передан обратно в ВВС.

## Происшествия
- 18 октября 2018 года в акватории Азовского моря в районе станицы Должанская разбился учебно-тренировочный самолёт Л-39, под управлением слушателя ЦОК лейтенанта Андрея Середина и летчика-инструктора лейтенанта Владислава Неледвы. Оба лётчика погибли.[1]. Основной причиной катастрофы стала ошибка пилотирования[2].
- 14 августа 2021 года при выполнении задания по тушению пожаров в Турции у города Кахраманмараш разбился самолёт-амфибия Бе-200ЧС[3] (регистрационный номер RF-88450, бортовой номер 20 жёлтый, принадлежащий 190-му учебному смешанному авиационному полку 859-го Центра боевой подготовки и переучивания летного состава Морской авиации ВМФ в г. Ейск Краснодарского края). После сброса воды самолёт по неустановленной причине врезался в склон горы, разрушился и сгорел, при этом погибли 5 членов экипажа и три пассажира, граждане Турции. Экипаж в составе заместителя начальника 859-го ЦБП и ПЛС ВМФ полковника Евгения Кузнецова, подполковника Владислава Беркутова, подполковника Вадима Карасева, старшего лейтенанта Николая Омельченко, старшего сержанта Юрия Чубарова награждён Орденами мужества посмертно[4][5]. Самолёт Бе-200ЧС (заводской № 64620090311) был построен 14 июля 2020 года на ТАНТК им. Бериева, имел собственное наименование «Александр Мамкин» в честь лётчика 105-го отдельного гвардейского авиационного полка Гражданского воздушного флота в годы Великой Отечественной войны, героически погибший в ходе операции «Звёздочка».